# Vosan
Vosan (en francès Vouzan) és un municipi francès situat al departament del Charente i a la regió de la Nova Aquitània. L'any 2007 tenia 646 habitants.

## Demografia

### Població
El 2007 la població de fet de Vouzan era de 646 persones. Hi havia 256 famílies de les quals 52 eren unipersonals (20 homes vivint sols i 32 dones vivint soles), 92 parelles sense fills, 100 parelles amb fills i 12 famílies monoparentals amb fills.
La població ha evolucionat segons el següent gràfic:
Habitants censats

### Habitatges
El 2007 hi havia 320 habitatges, 269 eren l'habitatge principal de la família, 25 eren segones residències i 26 estaven desocupats. 317 eren cases i 2 eren apartaments. Dels 269 habitatges principals, 242 estaven ocupats pels seus propietaris, 21 estaven llogats i ocupats pels llogaters i 6 estaven cedits a títol gratuït; 2 tenien una cambra, 3 en tenien dues, 35 en tenien tres, 80 en tenien quatre i 149 en tenien cinc o més. 222 habitatges disposaven pel capbaix d'una plaça de pàrquing. A 104 habitatges hi havia un automòbil i a 152 n'hi havia dos o més.

### Piràmide de població
La piràmide de població per edats i sexe el 2009 era:
| Homes | Edats   | Dones |
| ----- | ------- | ----- |
| 0     | 95 o +  | 4     |
| 0     | 90 a 94 | 0     |
| 0     | 85 a 89 | 0     |
| 4     | 80 a 84 | 8     |
| 4     | 75 a 79 | 0     |
| 12    | 70 a 74 | 20    |
| 12    | 65 a 69 | 20    |
| 28    | 60 a 64 | 12    |
| 20    | 55 a 59 | 24    |
| 16    | 50 a 54 | 12    |
| 24    | 45 a 49 | 20    |
| 36    | 40 a 44 | 44    |
| 20    | 35 a 39 | 24    |
| 20    | 30 a 34 | 16    |
| 24    | 25 a 29 | 8     |
| 8     | 20 a 24 | 12    |
| 28    | 15 a 19 | 44    |
| 32    | 10 a 14 | 12    |
| 24    | 5 a 9   | 12    |
| 28    | 0 a 4   | 4     |

## Economia
El 2007 la població en edat de treballar era de 453 persones, 336 eren actives i 117 eren inactives. De les 336 persones actives 310 estaven ocupades (167 homes i 143 dones) i 26 estaven aturades (15 homes i 11 dones). De les 117 persones inactives 56 estaven jubilades, 25 estaven estudiant i 36 estaven classificades com a «altres inactius».

### Ingressos
El 2009 a Vouzan hi havia 268 unitats fiscals que integraven 662 persones, la mediana anual d'ingressos fiscals per persona era de 18.003,5 €.

### Activitats econòmiques
Dels 11 establiments que hi havia el 2007, 5 eren d'empreses de construcció, 2 d'empreses de comerç i reparació d'automòbils, 2 d'empreses de transport, 1 d'una empresa de serveis i 1 d'una empresa classificada com a «altres activitats de serveis».
Dels 5 establiments de servei als particulars que hi havia el 2009, 2 eren paletes, 1 guixaire pintor, 1 electricista i 1 perruqueria.
L'any 2000 a Vouzan hi havia 18 explotacions agrícoles que ocupaven un total de 585 hectàrees.

## Equipaments sanitaris i escolars
El 2009 hi havia una escola elemental integrada dins d'un grup escolar amb les comunes properes formant una escola dispersa.

## Poblacions més properes
El següent diagrama mostra les poblacions més properes.